# Liste des sénateurs des États-Unis pour l'Ohio
Cet article dresse la liste des membres du Sénat des États-Unis élus de l'État de l'Ohio depuis son admission dans l'Union le 1er mars 1803.

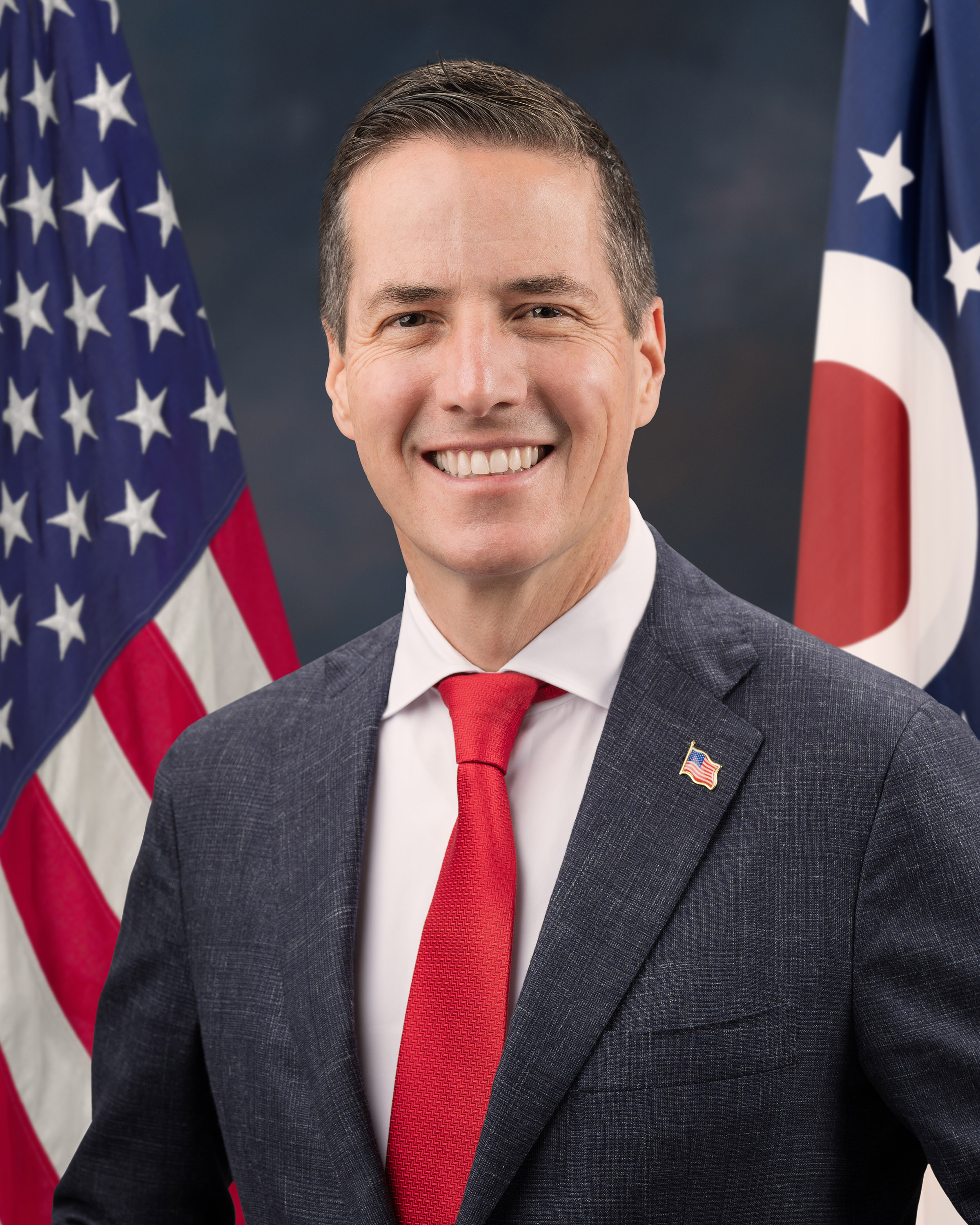
Bernie Moreno (R), sénateur depuis 2025.
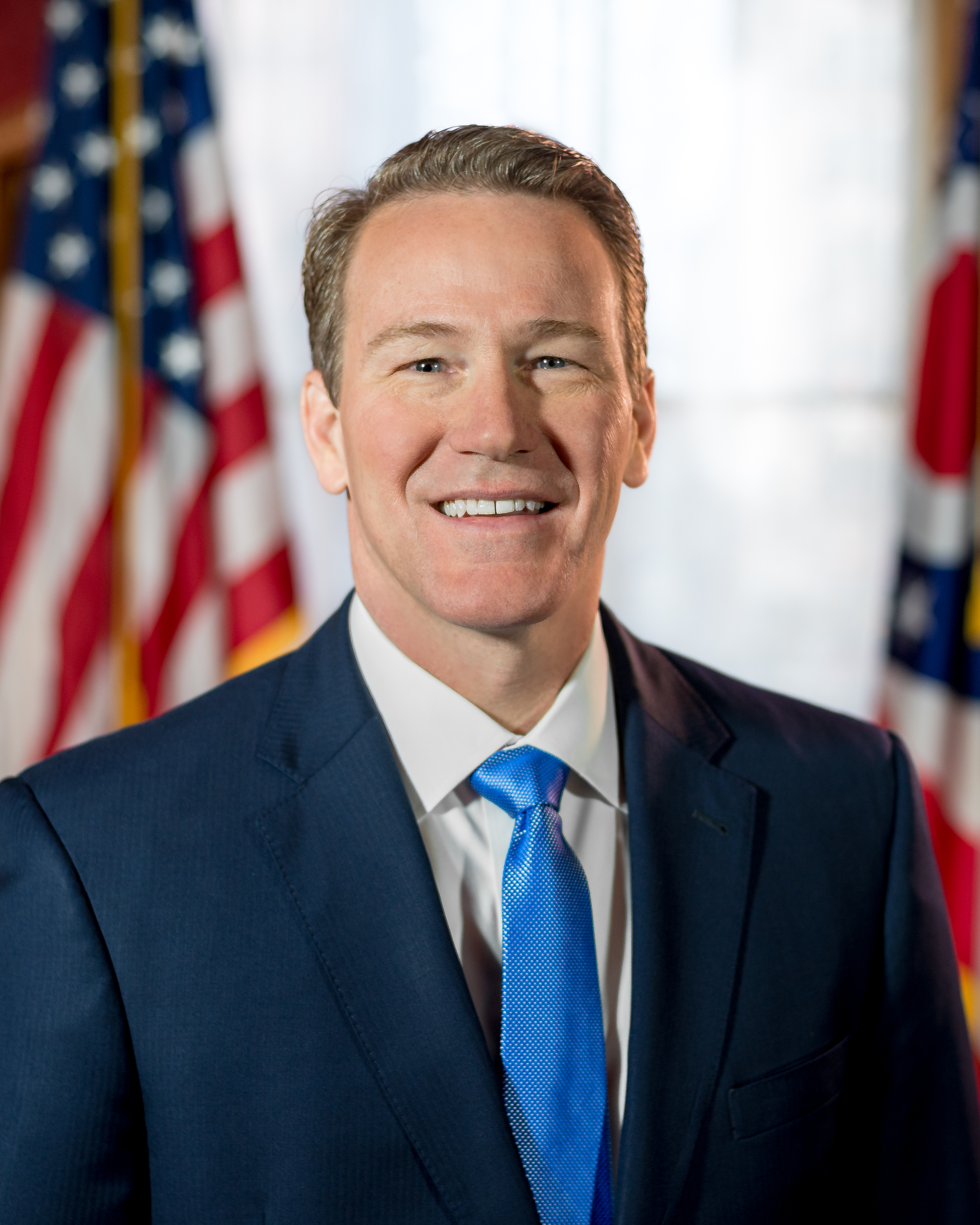
Jon Husted (R), sénateur depuis 2025.

## Liste des sénateurs
| Sénateur de classe 1 | Sénateur de classe 1                                                         | Sénateur de classe 1     | Congrès                                         | Sénateur de classe 3                               | Sénateur de classe 3                       | Sénateur de classe 3 |
| -------------------- | ---------------------------------------------------------------------------- | ------------------------ | ----------------------------------------------- | -------------------------------------------------- | ------------------------------------------ | -------------------- |
|                      | John Smith (républicain-démocrate)                                           |                          | 8e (1803-1805)                                  |                                                    | Thomas Worthington (républicain-démocrate) |                      |
| 9e (1805-1807)       | John Smith (républicain-démocrate)                                           |                          |                                                 |                                                    | Thomas Worthington (républicain-démocrate) |                      |
| 10e (1807-1808)      | John Smith (républicain-démocrate)                                           |                          | Edward Tiffin (républicain-démocrate)           |                                                    |                                            |                      |
|                      | Return J. Meigs, Jr. (républicain-démocrate)                                 |                          | Edward Tiffin (républicain-démocrate)           | 10e (1808-1809)                                    |                                            |                      |
| 11e (1809)           | Return J. Meigs, Jr. (républicain-démocrate)                                 |                          | Stanley Griswold (en) (républicain-démocrate)   |                                                    |                                            |                      |
| 11e (1809-1810)      | Return J. Meigs, Jr. (républicain-démocrate)                                 |                          | Alexander Campbell (en) (républicain-démocrate) |                                                    |                                            |                      |
|                      | Thomas Worthington (républicain-démocrate)                                   |                          | Alexander Campbell (en) (républicain-démocrate) | 11e (1810-1811)                                    |                                            |                      |
| 12e (1811-1813)      | Thomas Worthington (républicain-démocrate)                                   |                          | Alexander Campbell (en) (républicain-démocrate) |                                                    |                                            |                      |
| 13e (1813-1814)      | Thomas Worthington (républicain-démocrate)                                   |                          | Jeremiah Morrow (en) (républicain-démocrate)    |                                                    |                                            |                      |
|                      | Joseph Kerr (en) (républicain-démocrate)                                     |                          | Jeremiah Morrow (en) (républicain-démocrate)    | 13e (1814-1815)                                    |                                            |                      |
|                      | Benjamin Ruggles (en) (républicain-démocrate puis anti-Jackson et pro-Adams) |                          | Jeremiah Morrow (en) (républicain-démocrate)    | 14e (1815-1817)                                    |                                            |                      |
| 15e (1817-1819)      | Benjamin Ruggles (en) (républicain-démocrate puis anti-Jackson et pro-Adams) |                          | Jeremiah Morrow (en) (républicain-démocrate)    |                                                    |                                            |                      |
| 16e (1819-1821)      | Benjamin Ruggles (en) (républicain-démocrate puis anti-Jackson et pro-Adams) |                          | William A. Trimble (en) (républicain-démocrate) |                                                    |                                            |                      |
| 17e (1821)           | Benjamin Ruggles (en) (républicain-démocrate puis anti-Jackson et pro-Adams) |                          | William A. Trimble (en) (républicain-démocrate) |                                                    |                                            |                      |
| 17e (1822-1823)      | Benjamin Ruggles (en) (républicain-démocrate puis anti-Jackson et pro-Adams) |                          | Ethan Allen Brown (en) (républicain-démocrate)  |                                                    |                                            |                      |
| 18e (1823-1825)      | Benjamin Ruggles (en) (républicain-démocrate puis anti-Jackson et pro-Adams) |                          | Ethan Allen Brown (en) (républicain-démocrate)  |                                                    |                                            |                      |
|                      | Benjamin Ruggles (en) (républicain-démocrate puis anti-Jackson et pro-Adams) | 19e (1825-1827)          |                                                 | William Henry Harrison (anti-Jackson et pro-Adams) |                                            |                      |
| 20e (1827-1828)      | Benjamin Ruggles (en) (républicain-démocrate puis anti-Jackson et pro-Adams) |                          |                                                 | William Henry Harrison (anti-Jackson et pro-Adams) |                                            |                      |
| 20e (1828-1829)      | Benjamin Ruggles (en) (républicain-démocrate puis anti-Jackson et pro-Adams) |                          | Jacob Burnet (en) (anti-Jackson et pro-Adams)   |                                                    |                                            |                      |
| 21e (1829-1831)      | Benjamin Ruggles (en) (républicain-démocrate puis anti-Jackson et pro-Adams) |                          | Jacob Burnet (en) (anti-Jackson et pro-Adams)   |                                                    |                                            |                      |
| 22e (1831-1833)      | Benjamin Ruggles (en) (républicain-démocrate puis anti-Jackson et pro-Adams) |                          | Thomas Ewing (anti-Jackson)                     |                                                    |                                            |                      |
|                      | Thomas Morris (démocrate)                                                    |                          | Thomas Ewing (anti-Jackson)                     | 23e (1833-1835)                                    |                                            |                      |
| 24e (1835-1837)      | Thomas Morris (démocrate)                                                    |                          | Thomas Ewing (anti-Jackson)                     |                                                    |                                            |                      |
| 25e (1837-1839)      | Thomas Morris (démocrate)                                                    |                          | William Allen (démocrate)                       |                                                    |                                            |                      |
|                      | Benjamin Tappan (en) (démocrate)                                             |                          | William Allen (démocrate)                       | 26e (1839-1841)                                    |                                            |                      |
| 27e (1841-1843)      | Benjamin Tappan (en) (démocrate)                                             |                          | William Allen (démocrate)                       |                                                    |                                            |                      |
| 28e (1843-1845)      | Benjamin Tappan (en) (démocrate)                                             |                          | William Allen (démocrate)                       |                                                    |                                            |                      |
|                      | Thomas Corwin (whig)                                                         |                          | William Allen (démocrate)                       | 29e (1845-1847)                                    |                                            |                      |
| 30e (1847-1849)      | Thomas Corwin (whig)                                                         |                          | William Allen (démocrate)                       |                                                    |                                            |                      |
| 31e (1849-1850)      | Thomas Corwin (whig)                                                         |                          | Salmon P. Chase (sol libre)                     |                                                    |                                            |                      |
|                      | Thomas Ewing (whig)                                                          |                          | Salmon P. Chase (sol libre)                     | 31e (1850-1851)                                    |                                            |                      |
|                      | Benjamin Wade (whig puis républicain)                                        |                          | Salmon P. Chase (sol libre)                     | 32e (1851-1853)                                    |                                            |                      |
| 33e (1853-1855)      | Benjamin Wade (whig puis républicain)                                        |                          | Salmon P. Chase (sol libre)                     |                                                    |                                            |                      |
|                      | Benjamin Wade (whig puis républicain)                                        | 34e (1855-1857)          |                                                 | George E. Pugh (en) (démocrate)                    |                                            |                      |
| 35e (1857-1859)      | Benjamin Wade (whig puis républicain)                                        |                          |                                                 | George E. Pugh (en) (démocrate)                    |                                            |                      |
| 36e (1859-1861)      | Benjamin Wade (whig puis républicain)                                        |                          |                                                 | George E. Pugh (en) (démocrate)                    |                                            |                      |
| 37e (1861)           | Benjamin Wade (whig puis républicain)                                        |                          | Salmon P. Chase (républicain)                   |                                                    |                                            |                      |
| 37e (1861-1863)      | Benjamin Wade (whig puis républicain)                                        |                          | John Sherman (républicain)                      |                                                    |                                            |                      |
| 38e (1863-1865)      | Benjamin Wade (whig puis républicain)                                        |                          | John Sherman (républicain)                      |                                                    |                                            |                      |
| 39e (1865-1867)      | Benjamin Wade (whig puis républicain)                                        |                          | John Sherman (républicain)                      |                                                    |                                            |                      |
| 40e (1867-1869)      | Benjamin Wade (whig puis républicain)                                        |                          | John Sherman (républicain)                      |                                                    |                                            |                      |
|                      | Allen G. Thurman (démocrate)                                                 |                          | John Sherman (républicain)                      | 41e (1869-1871)                                    |                                            |                      |
| 42e (1871-1873)      | Allen G. Thurman (démocrate)                                                 |                          | John Sherman (républicain)                      |                                                    |                                            |                      |
| 43e (1873-1875)      | Allen G. Thurman (démocrate)                                                 |                          | John Sherman (républicain)                      |                                                    |                                            |                      |
| 44e (1875-1877)      | Allen G. Thurman (démocrate)                                                 |                          | John Sherman (républicain)                      |                                                    |                                            |                      |
| 45e (1877)           | Allen G. Thurman (démocrate)                                                 |                          | John Sherman (républicain)                      |                                                    |                                            |                      |
| 45e (1877-1879)      | Allen G. Thurman (démocrate)                                                 |                          | Stanley Matthews (en) (républicain)             |                                                    |                                            |                      |
| 46e (1879-1881)      | Allen G. Thurman (démocrate)                                                 |                          | George H. Pendleton (démocrate)                 |                                                    |                                            |                      |
|                      | John Sherman (républicain)                                                   |                          | George H. Pendleton (démocrate)                 | 47e (1881-1883)                                    |                                            |                      |
| 48e (1883-1885)      | John Sherman (républicain)                                                   |                          | George H. Pendleton (démocrate)                 |                                                    |                                            |                      |
| 49e (1885-1887)      | John Sherman (républicain)                                                   |                          | Henry B. Payne (démocrate)                      |                                                    |                                            |                      |
| 50e (1887-1889)      | John Sherman (républicain)                                                   |                          | Henry B. Payne (démocrate)                      |                                                    |                                            |                      |
| 51e (1889-1891)      | John Sherman (républicain)                                                   |                          | Henry B. Payne (démocrate)                      |                                                    |                                            |                      |
| 52e (1891-1893)      | John Sherman (républicain)                                                   |                          | Calvin S. Brice (démocrate)                     |                                                    |                                            |                      |
| 53e (1893-1895)      | John Sherman (républicain)                                                   |                          | Calvin S. Brice (démocrate)                     |                                                    |                                            |                      |
| 54e (1895-1897)      | John Sherman (républicain)                                                   |                          | Calvin S. Brice (démocrate)                     |                                                    |                                            |                      |
|                      | Marcus A. Hanna (républicain)                                                |                          | 55e (1897-1899)                                 |                                                    | Joseph B. Foraker (républicain)            |                      |
| 56e (1899-1901)      | Marcus A. Hanna (républicain)                                                |                          |                                                 |                                                    | Joseph B. Foraker (républicain)            |                      |
| 57e (1901-1903)      | Marcus A. Hanna (républicain)                                                |                          |                                                 |                                                    | Joseph B. Foraker (républicain)            |                      |
| 58e (1903-1904)      | Marcus A. Hanna (républicain)                                                |                          |                                                 |                                                    | Joseph B. Foraker (républicain)            |                      |
|                      | Charles W. F. Dick (en) (républicain)                                        |                          | 58e (1904-1905)                                 |                                                    | Joseph B. Foraker (républicain)            |                      |
| 59e (1905-1907)      | Charles W. F. Dick (en) (républicain)                                        |                          |                                                 |                                                    | Joseph B. Foraker (républicain)            |                      |
| 60e (1907-1909)      | Charles W. F. Dick (en) (républicain)                                        |                          |                                                 |                                                    | Joseph B. Foraker (républicain)            |                      |
| 61e (1909-1911)      | Charles W. F. Dick (en) (républicain)                                        |                          | Theodore E. Burton (en) (républicain)           |                                                    |                                            |                      |
|                      | Atlee Pomerene (en) (démocrate)                                              |                          | Theodore E. Burton (en) (républicain)           | 62e (1911-1913)                                    |                                            |                      |
| 63e (1913-1915)      | Atlee Pomerene (en) (démocrate)                                              |                          | Theodore E. Burton (en) (républicain)           |                                                    |                                            |                      |
| 64e (1915-1917)      | Atlee Pomerene (en) (démocrate)                                              |                          | Warren G. Harding (républicain)                 |                                                    |                                            |                      |
| 65e (1917-1919)      | Atlee Pomerene (en) (démocrate)                                              |                          | Warren G. Harding (républicain)                 |                                                    |                                            |                      |
| 66e (1919-1921)      | Atlee Pomerene (en) (démocrate)                                              |                          | Warren G. Harding (républicain)                 |                                                    |                                            |                      |
| 66e (1921)           | Atlee Pomerene (en) (démocrate)                                              |                          | Frank B. Willis (en) (républicain)              |                                                    |                                            |                      |
| 67e (1921-1923)      | Atlee Pomerene (en) (démocrate)                                              |                          | Frank B. Willis (en) (républicain)              |                                                    |                                            |                      |
|                      | Simeon D. Fess (en) (républicain)                                            |                          | Frank B. Willis (en) (républicain)              | 68e (1923-1925)                                    |                                            |                      |
| 69e (1925-1927)      | Simeon D. Fess (en) (républicain)                                            |                          | Frank B. Willis (en) (républicain)              |                                                    |                                            |                      |
| 70e (1927-1928)      | Simeon D. Fess (en) (républicain)                                            |                          | Frank B. Willis (en) (républicain)              |                                                    |                                            |                      |
| 70e (1928)           | Simeon D. Fess (en) (républicain)                                            |                          | Cyrus Locher (en) (démocrate)                   |                                                    |                                            |                      |
| 70e (1928-1929)      | Simeon D. Fess (en) (républicain)                                            |                          | Theodore E. Burton (en) (républicain)           |                                                    |                                            |                      |
| 71e (1929)           | Simeon D. Fess (en) (républicain)                                            |                          | Theodore E. Burton (en) (républicain)           |                                                    |                                            |                      |
| 71e (1929-1930)      | Simeon D. Fess (en) (républicain)                                            |                          | Roscoe C. McCulloch (en) (républicain)          |                                                    |                                            |                      |
| 71e (1930-1931)      | Simeon D. Fess (en) (républicain)                                            |                          | Robert J. Bulkley (en) (démocrate)              |                                                    |                                            |                      |
| 72e (1931-1933)      | Simeon D. Fess (en) (républicain)                                            |                          | Robert J. Bulkley (en) (démocrate)              |                                                    |                                            |                      |
| 73e (1933-1935)      | Simeon D. Fess (en) (républicain)                                            |                          | Robert J. Bulkley (en) (démocrate)              |                                                    |                                            |                      |
|                      | A. Victor Donahey (en) (démocrate)                                           |                          | Robert J. Bulkley (en) (démocrate)              | 74e (1935-1937)                                    |                                            |                      |
| 75e (1937-1939)      | A. Victor Donahey (en) (démocrate)                                           |                          | Robert J. Bulkley (en) (démocrate)              |                                                    |                                            |                      |
| 76e (1939-1941)      | A. Victor Donahey (en) (démocrate)                                           |                          | Robert A. Taft (républicain)                    |                                                    |                                            |                      |
|                      | Harold H. Burton (en) (républicain)                                          |                          | Robert A. Taft (républicain)                    | 77e (1941-1943)                                    |                                            |                      |
| 78e (1943-1945)      | Harold H. Burton (en) (républicain)                                          |                          | Robert A. Taft (républicain)                    |                                                    |                                            |                      |
| 79e (1945)           | Harold H. Burton (en) (républicain)                                          |                          | Robert A. Taft (républicain)                    |                                                    |                                            |                      |
|                      | James W. Huffman (en) (démocrate)                                            |                          | Robert A. Taft (républicain)                    | 79e (1945-1946)                                    |                                            |                      |
|                      | Kingsley A. Taft (en) (républicain)                                          |                          | Robert A. Taft (républicain)                    | 79e (1946-1947)                                    |                                            |                      |
|                      | John W. Bricker (républicain)                                                |                          | Robert A. Taft (républicain)                    | 80e (1947-1949)                                    |                                            |                      |
| 81e (1949-1951)      | John W. Bricker (républicain)                                                |                          | Robert A. Taft (républicain)                    |                                                    |                                            |                      |
| 82e (1951-1953)      | John W. Bricker (républicain)                                                |                          | Robert A. Taft (républicain)                    |                                                    |                                            |                      |
| 83e (1953)           | John W. Bricker (républicain)                                                |                          | Robert A. Taft (républicain)                    |                                                    |                                            |                      |
| 83e (1953-1954)      | John W. Bricker (républicain)                                                |                          | Thomas A. Burke (en) (démocrate)                |                                                    |                                            |                      |
| 83e (1954-1955)      | John W. Bricker (républicain)                                                |                          | George H. Bender (en) (républicain)             |                                                    |                                            |                      |
| 84e (1955-1957)      | John W. Bricker (républicain)                                                |                          | George H. Bender (en) (républicain)             |                                                    |                                            |                      |
| 85e (1957-1959)      | John W. Bricker (républicain)                                                |                          | Frank J. Lausche (en) (démocrate)               |                                                    |                                            |                      |
|                      | Stephen M. Young (démocrate)                                                 |                          | Frank J. Lausche (en) (démocrate)               | 86e (1959-1961)                                    |                                            |                      |
| 87e (1961-1963)      | Stephen M. Young (démocrate)                                                 |                          | Frank J. Lausche (en) (démocrate)               |                                                    |                                            |                      |
| 88e (1963-1965)      | Stephen M. Young (démocrate)                                                 |                          | Frank J. Lausche (en) (démocrate)               |                                                    |                                            |                      |
| 89e (1965-1967)      | Stephen M. Young (démocrate)                                                 |                          | Frank J. Lausche (en) (démocrate)               |                                                    |                                            |                      |
| 90e (1967-1969)      | Stephen M. Young (démocrate)                                                 |                          | Frank J. Lausche (en) (démocrate)               |                                                    |                                            |                      |
| 91e (1969-1971)      | Stephen M. Young (démocrate)                                                 |                          | William B. Saxbe (républicain)                  |                                                    |                                            |                      |
|                      | Robert Taft Jr. (républicain)                                                |                          | William B. Saxbe (républicain)                  | 92e (1971-1973)                                    |                                            |                      |
| 93e (1973-1974)      | Robert Taft Jr. (républicain)                                                |                          | William B. Saxbe (républicain)                  |                                                    |                                            |                      |
| 93e (1974)           | Robert Taft Jr. (républicain)                                                |                          | Howard Metzenbaum (démocrate)                   |                                                    |                                            |                      |
| 93e (1974-1975)      | Robert Taft Jr. (républicain)                                                |                          | John Glenn (démocrate)                          |                                                    |                                            |                      |
| 94e (1975-1976)      | Robert Taft Jr. (républicain)                                                |                          | John Glenn (démocrate)                          |                                                    |                                            |                      |
|                      | Howard Metzenbaum (démocrate)                                                |                          | John Glenn (démocrate)                          | 94e (1976-1977)                                    |                                            |                      |
| 95e (1977-1979)      | Howard Metzenbaum (démocrate)                                                |                          | John Glenn (démocrate)                          |                                                    |                                            |                      |
| 96e (1979-1981)      | Howard Metzenbaum (démocrate)                                                |                          | John Glenn (démocrate)                          |                                                    |                                            |                      |
| 97e (1981-1983)      | Howard Metzenbaum (démocrate)                                                |                          | John Glenn (démocrate)                          |                                                    |                                            |                      |
| 98e (1983-1985)      | Howard Metzenbaum (démocrate)                                                |                          | John Glenn (démocrate)                          |                                                    |                                            |                      |
| 99e (1985-1987)      | Howard Metzenbaum (démocrate)                                                |                          | John Glenn (démocrate)                          |                                                    |                                            |                      |
| 100e (1987-1989)     | Howard Metzenbaum (démocrate)                                                |                          | John Glenn (démocrate)                          |                                                    |                                            |                      |
| 101e (1989-1991)     | Howard Metzenbaum (démocrate)                                                |                          | John Glenn (démocrate)                          |                                                    |                                            |                      |
| 102e (1991-1993)     | Howard Metzenbaum (démocrate)                                                |                          | John Glenn (démocrate)                          |                                                    |                                            |                      |
| 103e (1993-1995)     | Howard Metzenbaum (démocrate)                                                |                          | John Glenn (démocrate)                          |                                                    |                                            |                      |
|                      | Mike DeWine (républicain)                                                    |                          | John Glenn (démocrate)                          | 104e (1995-1997)                                   |                                            |                      |
| 105e (1997-1999)     | Mike DeWine (républicain)                                                    |                          | John Glenn (démocrate)                          |                                                    |                                            |                      |
| 106e (1999-2001)     | Mike DeWine (républicain)                                                    |                          | George Voinovich (républicain)                  |                                                    |                                            |                      |
| 107e (2001-2003)     | Mike DeWine (républicain)                                                    |                          | George Voinovich (républicain)                  |                                                    |                                            |                      |
| 108e (2003-2005)     | Mike DeWine (républicain)                                                    |                          | George Voinovich (républicain)                  |                                                    |                                            |                      |
| 109e (2005-2007)     | Mike DeWine (républicain)                                                    |                          | George Voinovich (républicain)                  |                                                    |                                            |                      |
|                      | Sherrod Brown (démocrate)                                                    |                          | George Voinovich (républicain)                  | 110e (2007-2009)                                   |                                            |                      |
| 111e (2009-2011)     | Sherrod Brown (démocrate)                                                    |                          | George Voinovich (républicain)                  |                                                    |                                            |                      |
| 112e (2011-2013)     | Sherrod Brown (démocrate)                                                    |                          | Rob Portman (républicain)                       |                                                    |                                            |                      |
| 113e (2013-2015)     | Sherrod Brown (démocrate)                                                    |                          | Rob Portman (républicain)                       |                                                    |                                            |                      |
| 114e (2015-2017)     | Sherrod Brown (démocrate)                                                    |                          | Rob Portman (républicain)                       |                                                    |                                            |                      |
| 115e (2017-2019)     | Sherrod Brown (démocrate)                                                    |                          | Rob Portman (républicain)                       |                                                    |                                            |                      |
| 116e (2019-2021)     | Sherrod Brown (démocrate)                                                    |                          | Rob Portman (républicain)                       |                                                    |                                            |                      |
| 117e (2021-2023)     | Sherrod Brown (démocrate)                                                    |                          | Rob Portman (républicain)                       |                                                    |                                            |                      |
| 118e (2023-2025)     | Sherrod Brown (démocrate)                                                    |                          | J. D. Vance (républicain)                       |                                                    |                                            |                      |
|                      | Bernie Moreno (républicain)                                                  |                          | J. D. Vance (républicain)                       | 119e (2025-2027)                                   |                                            |                      |
|                      | Bernie Moreno (républicain)                                                  | Jon Husted (républicain) |                                                 | 119e (2025-2027)                                   |                                            |                      |